# Черновка (Черновицкая область)
Че́рновка (укр. Чо́рнівка) — село в Черновицкой городской общине Черновицкого района Черновицкой области Украины.
Почтовый индекс — 60310. Телефонный код — 3733. Код КОАТУУ — 7323089701.
До 2020 года входило в Новоселицкий район

## Население
Население по переписи 2001 года составляло 2364 человека.

### Известные люди
Здесь родились:
- Гурмузаки, Алеку (1823—1871) — румынский писатель и общественно-политический деятель.
- Гурмузаки, Георге (1817—1882) — румынский журналист, фольклорист и общественно-культурный деятель.